# Вторая битва в долине Жиу
Вторая битва в долине Жиу (рум. A doua bătălie de pe Valea Jiului (1916)) — одно из сражений между немецкими и румынскими войсками во время Румынской кампании Первой мировой войны, продолжавшееся с 7 по 17 ноября 1916 года и завершившееся победой германских войск.
После поражения австро-германских войск в первой битве в долине Жиу в руках союзников всё же остались захваченные горные перевалы. Несмотря на неудачу, командующий 9-й германской армией Эрих фон Фалькенхайн решил начать операцию по прорыву через Карпаты в этом же районе. В районе наступления были сосредоточены 40 пехотных батальонов и две кавалерийские дивизии, превосходившие по численности оборонявшуюся 1-ю пехотную дивизию (18 батальонов).
7 ноября германский горный батальон занял румынскую позицию у Груба Маре и, несмотря на контратаки румын на следующий день, удержал её при поддержке горной артиллерии. 10 ноября немцы начали полномасштабную атаку на фронте протяженностью 30 км. Одна дивизия атаковала между перевалами Вулкан и Сурдук, а вторая — восточнее Сурдука. Западнее австро-венгерская группа быстрым маршем обходила румынские позиции вокруг Тыргу-Жиу. 10 ноября три горы по обе стороны долины Жиу и массив в 14 километрах к востоку были заняты немецкими войсками.
К рассвету 11 ноября германские войска достигли выхода с перевала Сурдук, но были временно остановлены севернее Бумбешти. В 7 утра, после того как туман рассеялся, тяжелые немецкие 210-мм гаубицы начали обстреливать румынские укреплённые позиции, некоторые из которых имели бронированные купола. Благодаря заранее подготовленным укреплениям румынским войскам в течение следующих двух дней удавалось сдерживать атаки противника. 13 ноября, после того как немецкие 210-мм гаубицы разбили бронированные купола, румынские укрепления были захвачены. К ночи 13-го австро-германские войска были по обе стороны долины Жиу и вышли на расстояние 10 км к северу от Тыргу-Жиу. 
15 ноября кавалерия генерала фон Шметтова заняла Тыргу-Жиу. К 17 ноября румынская оборона рухнула, и австро-германские войска вышли на оперативный простор. 21 ноября была взята Крайова, 23-го — форсирована река Олт.